# Route européenne 38
Pour les articles homonymes, voir E38 et Route 38.
La route européenne 38 (E38) est une route reliant Hloukhiv à Chimkent, extension de la E30.